# The Merciless
The Merciless je třetí studiové album norské black/thrashmetalové kapely Aura Noir. Vyšlo v roce 2004. Stylově se album vrací k původnímu pojetí thrash metalu. Jde o poslední album, na kterém Eide hraje na bicí.

## Seznam skladeb
| Pořadí         | Název                | Hudba          | Text           | Délka |
| -------------- | -------------------- | -------------- | -------------- | ----- |
| 1.             | Upon the Dark Throne | Eriksen        | Moe            | 3:42  |
| 2.             | Condor               | Moe            | Eide           | 4:05  |
| 3.             | Black Metal Jaw      | Eide           | Eide           | 2:36  |
| 4.             | Hell's Fire          | Eriksen        | Moe            | 3:40  |
| 5.             | Black Deluge Night   | Eide           | Eide           | 3:25  |
| 6.             | Funeral Thrash       | Moe            | Husebø         | 3:22  |
| 7.             | Sordid               | Eide           | Hatlevik       | 3:24  |
| 8.             | Merciless            | Moe            | Moe            | 3:25  |
| Celková délka: | Celková délka:       | Celková délka: | Celková délka: | 27:39 |

## Reedice: bonusy
Peaceville Records 2012 (LP vinyl)
| Pořadí | Název        | Hudba    | Text | Délka |
| ------ | ------------ | -------- | ---- | ----- |
| 9.     | Sulphur Void | Eide/Moe | Eide | 4:46  |

## Sestava
- Carl-Michael Eide (Aggressor) – zpěv (skladby 3,5,7,9), bicí (skladby 1,2,4,6,8), baskytara, kytara
- Ole Jørgen Moe (Apollyon) – zpěv (skladby 2,4,6,8), bicí (skladby 3,5,7,9), baskytara, kytara
- Rune Eriksen (Blasphemer) – kytara
- Gylve Nagell (Fenriz) – zpěv (skladba 1)
- Roger Rasmussen (Natterfrost) – zpěv (skladba 6)